# Les Breuleux
Les Breuleux (hist. Brandisholz) − miejscowość i gmina w północno-zachodniej Szwajcarii, w kantonie Jura, w okręgu Franches-Montagnes. 1 stycznia 2023 do gminy przyłączono gminę La Chaux-des-Breuleux.

## Demografia
W Les Breuleux mieszka 1611 osób. W 2020 roku 11,8% populacji gminy stanowiły osoby urodzone poza Szwajcarią. 